# Luminița Iordache
Luminița Iordache (n. 19 ianuarie 1955, Iași, România – d. 29 august 2020) a fost o politiciană română, fostă membră a Partidului Social Democrat. În anul 2008 a fost ales deputat în circumscripția electorală nr. 24 Iași, colegiul uninominal nr. 1 pe listele Alianței PSD+PC. În aprilie 2010 părăsește Partidul Social Democrat și se alătură Grupului Independenților din Senat și Camera Deputaților.

## Biografie
A decedat la 29 august 2020 în urma unei boli grave.

### Studii și specializări
- 2005: Master Managementul Afacerilor
- 1999: Facultatea de Drept
- 1974: Liceul Teoretic

### Activitate profesională
- 1991 - 2008: Director general al SC RODIANA SRL
- 1978 - 1991: Șef unitate comercială, SC Comtex SA

## Activitate politică

### Funcții, activități într-un partid politic
- 2005 - 2008: Vicepreședinte Org.Jud. Iași, PSD
- 2005 - 2008: Vicepreședinte Org.Naț. de Femei, PSD
- 2005 - 2008: Președinte Org.Jud. de Femei Iași, PSD
- 2003 - 2005: Vicepreședinte Org.Jud. de Femei Iași, PSD

### Funcții, activități într-o organizație din administrația publică centrală sau locală
- 2008: Consilier Județean, Cons.Jud. Iași
- 2004 - 2008: Consilier Județean, Cons.Jud. Iași
- 2000 - 2004: Consilier Județean, Cons.Jud. Iași

## Activitate civică
- Asociația Civică Pentru Democrație, Vicepreședinte
- Asociația Femeilor Unite, Membru Comitet Director